# La Vernelle
La Vernelle és un municipi francès, situat al departament de l'Indre i a la regió de Centre – Vall del Loira. L'any 2007 tenia 786 habitants.

## Demografia

### Població
El 2007 la població de fet de La Vernelle era de 786 persones. Hi havia 326 famílies, de les quals 104 eren unipersonals (52 homes vivint sols i 52 dones vivint soles), 113 parelles sense fills, 93 parelles amb fills i 16 famílies monoparentals amb fills.
La població ha evolucionat segons el següent gràfic:
Habitants censats

### Habitatges
El 2007 hi havia 442 habitatges, 330 eren l'habitatge principal de la família, 68 eren segones residències i 44 estaven desocupats. 440 eren cases i 2 eren apartaments. Dels 330 habitatges principals, 271 estaven ocupats pels seus propietaris, 50 estaven llogats i ocupats pels llogaters i 8 estaven cedits a títol gratuït; 24 tenien dues cambres, 68 en tenien tres, 99 en tenien quatre i 139 en tenien cinc o més. 257 habitatges disposaven pel capbaix d'una plaça de pàrquing. A 142 habitatges hi havia un automòbil i a 150 n'hi havia dos o més.

### Piràmide de població
La piràmide de població per edats i sexe el 2009 era:
| Homes | Edats   | Dones |
| ----- | ------- | ----- |
| 0     | 95 o +  | 0     |
| 0     | 90 a 94 | 4     |
| 4     | 85 a 89 | 4     |
| 0     | 80 a 84 | 4     |
| 16    | 75 a 79 | 32    |
| 28    | 70 a 74 | 28    |
| 36    | 65 a 69 | 52    |
| 24    | 60 a 64 | 24    |
| 28    | 55 a 59 | 16    |
| 28    | 50 a 54 | 20    |
| 16    | 45 a 49 | 20    |
| 20    | 40 a 44 | 20    |
| 12    | 35 a 39 | 28    |
| 28    | 30 a 34 | 12    |
| 20    | 25 a 29 | 16    |
| 12    | 20 a 24 | 16    |
| 28    | 15 a 19 | 16    |
| 24    | 10 a 14 | 16    |
| 16    | 5 a 9   | 24    |
| 16    | 0 a 4   | 12    |

## Economia
El 2007 la població en edat de treballar era de 444 persones, 308 eren actives i 136 eren inactives. De les 308 persones actives 256 estaven ocupades (147 homes i 109 dones) i 52 estaven aturades (30 homes i 22 dones). De les 136 persones inactives 63 estaven jubilades, 23 estaven estudiant i 50 estaven classificades com a «altres inactius».

### Ingressos
El 2009 a La Vernelle hi havia 335 unitats fiscals que integraven 784 persones, la mediana anual d'ingressos fiscals per persona era de 14.790 €.

### Activitats econòmiques
Dels 24 establiments que hi havia el 2007, 1 era d'una empresa alimentària, 3 d'empreses de fabricació d'altres productes industrials, 3 d'empreses de construcció, 6 d'empreses de comerç i reparació d'automòbils, 2 d'empreses de transport, 2 d'empreses d'informació i comunicació, 1 d'una empresa financera, 5 d'empreses de serveis i 1 d'una empresa classificada com a «altres activitats de serveis».
Dels 4 establiments de servei als particulars que hi havia el 2009, 1 era una oficina de correu, 1 taller de reparació d'automòbils i de material agrícola i 2 fusteries.
L'any 2000 a La Vernelle hi havia 22 explotacions agrícoles que ocupaven un total de 871 hectàrees.

## Equipaments sanitaris i escolars
El 2009 hi havia una escola elemental.

## Poblacions més properes
El següent diagrama mostra les poblacions més properes.